# Carlo Carafa della Spina
Carlo Carafa della Spina (Roma, 21 aprile 1611 – Roma, 19 ottobre 1680) è stato un cardinale italiano.
Era figlio di Girolamo Carafa, marchese di Castelvetere e di Diana Vittori Borghese, nipote di Papa Paolo V. Era anche fratello del cardinale Fortunato Ilario Carafa della Spina.

## Biografia
Si laureò a Roma in utroque iure.
Fu nominato vescovo di Aversa nel 1644, anno in cui ricevette anche la consacrazione episcopale e succedette allo zio Carlo Carafa.
Fu nunzio apostolico nella Svizzera cattolica nel 1653, presso la Repubblica di Venezia nel 1654 e in Austria dal 1658 al 1664.
Fu perpetuo commendatario dell'abbazia di Sant'Albino di Mortara.
Papa Alessandro VII lo elevò al rango di cardinale nel concistoro del 14 gennaio 1664 assegnandogli il titolo di cardinale presbitero di Santa Susanna nel 1665.
Nel 1667 Orazio Maria Bonfioli gli dedicò l'opera De immobilitate terrae.
Nel 1675 optò per il titolo di Santa Maria in Via.
Fu camerlengo del Collegio cardinalizio (1676-1678).
Al suo decesso la salma venne inumata nella chiesa del Gesù di Roma.

## Conclavi
Carlo Carafa della Spina partecipò a tre conclavi:
- 1667, che elesse Papa Clemente IX
- 1669 / 1670, che elesse Papa Clemente X
- 1676, che elesse Papa Innocenzo XI

## Genealogia episcopale e successione apostolica
La genealogia episcopale è:
- Cardinale Tolomeo Gallio
- Vescovo Cesare Speciano
- Patriarca Andrés Pacheco
- Cardinale Agostino Spinola
- Cardinale Giulio Cesare Sacchetti
- Cardinale Ciriaco Rocci
- Cardinale Carlo Carafa della Spina, C.R.

La successione apostolica è:
- Vescovo Jost Knab (1654)
- Cardinale Giovanni Dolfin (1656)
- Vescovo Paul de Tauris-Jancic, O.F.M. (1663)
- Vescovo Lorenzo Astiria, O.S.Io.Hieros. (1670)
- Cardinale Francesco Bonvisi (1670)
- Cardinale Francesco Nerli il Giovane (1670)
- Arcivescovo Giuseppe Cicala, C.R. (1670)
- Vescovo Giovanni Battista Paterio (1672)
- Vescovo Gerolamo Rocca (1672)
- Vescovo Francesco Antonio Gallo (1672)
- Vescovo Onofrio Manesi (1672)
- Arcivescovo Francesco Antonio Carafa, C.R. (1675)
- Vescovo Carlo della Palma, C.R. (1675)